# Elkin Blanco
Elkin Blanco Rivas (Acandí, 9 maggio 1989) è un ex calciatore colombiano, di ruolo centrocampista.

## Carriera

### Club
Ha giocato nella massima serie colombiana, in quella moldava, in quella ecuadoriana ed in quella boliviana.
Ha vinto la Coppa Libertadores 2016 con la maglia dell'Atlético Nacional, giocando 10 minuti della finale di andata.

### Nazionale
Ha giocato nella nazionale colombiana Under-20.

## Palmarès

### Competizioni internazionali
- Coppa Libertadores: 1

Atlético Nacional: 2016
- Recopa Sudamericana: 1

Atlético Nacional: 2017

### Competizioni nazionali
- Copa Colombia: 1

Atlético Nacional: 2016
- Campionato colombiano: 1

Atlético Nacional: 2017-I